# Rockin' Ray Smith
Raymond Eugene Smith (Melber (Kentucky), 31 oktober 1934 - Burlington, 29 november 1979) was een Amerikaanse rockabilly-muzikant.

## Biografie
Ray Smith was een boerenzoon. Tijdens zijn kindertijd hoorde hij country-grootheden als Eddy Arnold, Ernest Tubb en Gene Autry. Zijn eerste ervaringen als muzikant maakte hij gedwongen bij de United States Air Force, toen een meerdere hem beval om songs te zingen. Tijdens een aansluitend concours van de legereenheid haalde hij met Lovesick Blues van Hank Williams sr. de eerste plaats. Na zijn militaire diensttijd formeerde hij in 1956 de Rock and Roll Boys met James Webb (bas en ritmegitaar), Raymond Jones (gitaar), Dean Perkins (steelgitaar) en Henry Stevens (drums). Spoedig kwam de jonge Stanley Walker erbij als gitarist. De band toerde door nachtclubs in het zuiden en westen van de Verenigde Staten. Met de Ray Smith Show had de gitarist/pianist/mondharmonicaspeler ook een eigen radioprogramma in Paducah.
Smiths manager Charlie Terrell bemiddelde hem een contract bij Sam Phillips, in wiens Sun Records-studio's in Memphis de eerste opnamen plaatsvonden en waar reeds Elvis Presley, Johnny Cash, Jerry Lee Lewis, Roy Orbison e.v.a. zeer succesvolle rockabilly en rock-'n-roll-hits hadden opgenomen. De componist, pianist en latere countryster Charlie Rich completeerde de Rock and Roll-Boys voor het werk in de studio. De sessies werden geproduceerd door Jack Clement en Bill Justis. Zijn platensuccessen zorgden voor tv-optredens, zoals in de Dick Clark Show en in American Bandstand. Na bemiddeling van Narvel Felts sluit Smith zich vanaf 1959 aan bij een regelmatige tournee met Felts, Conway Twitty en Ronnie Hawkins door Canada, dat persoonlijk en beroepsmatig zijn tweede vaderland werd.
Smiths wissel naar Judd Records bracht hem met Rockin' Little Angel zijn grootste succes. Voor de melodie bediende hij zich van de song Buffalo Gals uit 1844. Een tweede charthit Put Your Arms Around Me, Honey was een bewerking van een tophit van Arthur Collins en Byron Harlan uit 1911. Onder Sams broer Judd Phillips veranderde hij bovendien zijn stijl van rocker naar ballade-vertolker. Met de verdere labelwissels naar Infinity, Vee-Jay Records, Warner Brothers, Smash, Tollie, Celebrity Circle, Diamond, BC, Cinnamon, Corona en het Canadese Boots Records oriënteerde Smith zich meer naar de country.
Het kleine label BC werd door manager Charlie Terrell exclusief opgericht voor Smiths publicaties, net als zijn laatste label Wix door de fanclub-medewerkster Tommie Wix. Bij Wix had Ray Smith met Room Full of Roses een hit in het Verenigd Koninkrijk en bezon hij zich op zijn oorspronkelijke rock-'n-roll-sound uit de jaren 1950.

## Overlijden
Ray Smith overleed in november 1979 op 45-jarige leeftijd aan een zelf toegebrachte schotwond in zijn langjarige residentie in Burlington. Hij liet een vrouw en een zoon achter.

## Discografie

### Singles
- 1958:	So Young / Right Behind You Baby (Sun Records)
- 1958:	Why, Why, Why / You Made a Hit (Sun Records)
- 1959:	Sail Away / Rockin' Bandit (Sun Records)
- 1959:	That's All Right / Rockin' Little Angel (Judd)
- 1960:	Put Your Arms Around Me, Honey / Maria Elena (Judd)
- 1960:	Makes Me Feel Good / One Wonderful Love (Judd)
- 1960:	Blonde Hair, Blue Eyes / You Don’t Want Me (Judd)
- 1961:	Travelin' Salesman / I Won’t Miss You ('til You Go)	(Sun Records)
- 1961:	Turn on the Moonlight / After this Night Is Through	(Infinity)
- 1961:	Johnny the Hummer / Let Yourself Go	(Infinity)
- 1962:	Candy Doll / Hey, Boss Man (Sun Records)
- 1962:	Room 503 / Those Four Precious Years (Smash)
- 1963:	I'm Snowed / Turn Over a New Leaf (Warner Bros. Records)
- 1964:	Rockin' Robin / Robbin' the Cradle (Vee-Jay Records)
- 1964:	Did We Have a Party / Here Comes My Baby Back Again	(Tollie)
- 1965:	I Walk the Line / Fool Number One (Celebrity Circle)
- 1965:	Everybody's Goin' Somewhere / Au-Go-Go-Go (Diamond)
- 1965: I Guess I Better Move Along / Four Seasons of Life (BC)
- 1965: Walk On By / Did He Hurt You All That Bad (BC)
- 1965: Let the Four Winds Blow / I'm in Love (BC)
- 1972:	Tilted Cup of Love (mono) / Tilted Cup of Love (stereo) (Cinnamon)
- 1972:	It Wasn't Easy / It's Just not the Same (Cinnamon)
- 1973:	(Harold Dorman: Mountain of Love) / Nice Guy (Goldies)
- 1973:	First Lonely Weekend / Handful of Friends (Cinnamon)
- 1974:	Because Of Losing You / Ten Steps Out in Front (Cinnamon)
- 1975:	Thank You Love / It Wasn't Easy (Corona)
- 1976:	Kaw-Liga / Walking Into Your Life (Corona)
- 1976:	How's His Memory Doing Today / Light a Candle (Corona)
- 1977:	One Hand on the Bottle and One Foot on the Grave (Boot)
- 1977:	Light that Candle / She’s Pulling Me Back Again (Boot)
- 1978:	Room Full of Roses / Break Up (Wix)
- 1978:	Whole Lotta Shakin' Goin' On / Me and Bobby McGee (Wix)

### Albums
- 1960:	Travelin' With Ray (Judd)
- 1976:	It's Great, It's Ray Smith (Rock ’N’ Roll)
- 1978:	The Country Side (Boot)
- 1978:	I'm Gonna Rock Some More (Wix)
- 1982:	Live in '62	(Wix)
- 1982:	Live in Germany (bootleg) (Rundell) LP-003
- 1987:	Rare Items (Revival)
- 1988:	I'm Right Behind You Baby (Sun Records)
- 1999:	Ray Smith Sings And Rocks (Rundell)

- Bibliothèque nationale de France: cb13899879g (data)
- Gemeinsame Normdatei: 134524691
- International Standard Name Identifier: 0000 0000 5514 0116
- Library of Congress Control Number: n97050969
- MusicBrainz: c92f9cee-4f76-44b5-b1ac-c43bf50ecaff
- SNAC: w6z47ckq
- Virtual International Authority File: 34644634
- WorldCat: E39PBJtMpVBTCdvMvmdbfMfwmd